# مارینا مبری
مارینا مبری (انگلیسی: Marina Mabrey؛ زادهٔ ۱۴ سپتامبر ۱۹۹۶) بازیکن بسکتبال اهل ایالات متحده آمریکا است.
وی در مسابقات کشوری و بین‌المللی در مجموع برندهٔ ۱ مدال طلا شده‌است.